# Callophrys homoperplexa
Callophrys homoperplexa är en fjärilsart som beskrevs av Barnes och Benjamin 1923. Callophrys homoperplexa ingår i släktet Callophrys och familjen juvelvingar. Inga underarter finns listade i Catalogue of Life.